# Dzień Pracownika Publicznych Służb Zatrudnienia
Dzień Pracownika Publicznych Służb Zatrudnienia – polskie święto obchodzone corocznie 27 stycznia, na mocy przepisu ustawy z 16 grudnia 2010 w ramach nowelizacji Ustawy o promocji zatrudnienia i instytucjach rynku pracy'
Dzień ten nie jest dniem wolnym od pracy.
Święto upamiętnia podpisanie Dekretu o organizacji państwowych urzędów pośrednictwa pracy i opieki nad wychodźcami, w dniu 27 stycznia 1919 roku, przez Naczelnika Państwa Józefa Piłsudskiego. Obecnie dokument ten jest powszechnie uznawany za początek Publicznych Służb Zatrudnienia w Polsce.